# Podmolí
Podmolí är en ort i Tjeckien.   Den ligger i regionen Södra Mähren, i den sydöstra delen av landet, 180 km sydost om huvudstaden Prag. Podmolí ligger 403 meter över havet och antalet invånare är 156.
Terrängen runt Podmolí är platt åt nordost, men åt sydväst är den kuperad. Runt Podmolí är det ganska glesbefolkat, med 22 invånare per kvadratkilometer. Närmaste större samhälle är Znojmo, 8,0 km öster om Podmolí. Trakten runt Podmolí består till största delen av jordbruksmark.